# 전열함

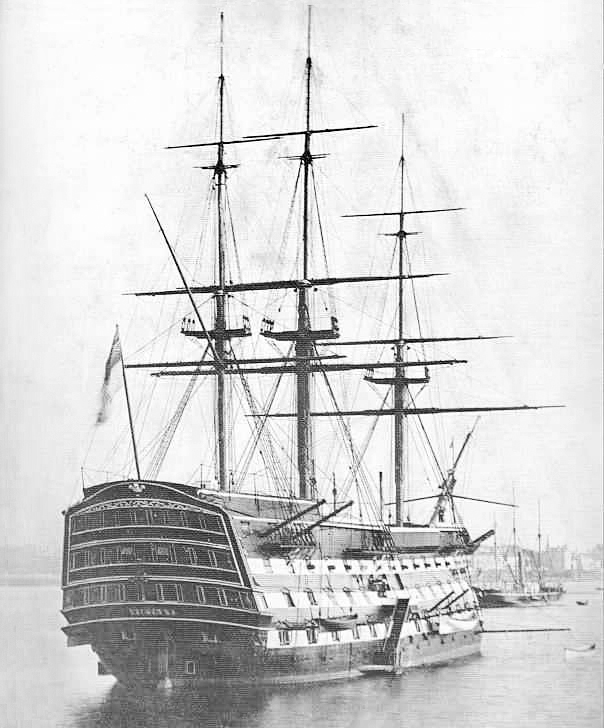
HMS 빅토리.

전열함(戰列艦, ship of the line)은 17세기에서 19세기에 걸쳐 유럽 국가에서 사용된 군함의 한 종류이다. 한 줄로 늘어선 전열(line of battle)을 만들어 포격전을 할 것을 주된 목적으로 제작되었기 때문에 이 이름이 붙었다.

## 개요
전열함의 정의는 운용 조직이나 시대에 따라 변했지만, 대체로 목조 비장갑(철갑을 두르지 않았다는 뜻)에 대포 50문 이상을 탑재한 3개 돛대의 범선이었다. 시대의 흐름에 따라 점차 대형화되었고, 탑재된 게이트 수가 증가했지만, 전열함의 기본적인 배치는 1850년 무렵까지 변하지 않았다. 그 후 증기로 가는 전열함이 등장했지만, 10년 이내에 본격적인 기갑함이 등장하였고 전열함으로 바뀌어 해전의 주역이 되었다.
위와 같이 전열함은 다수의 포를 탑재하고 있었지만, 그 수는 50문에서 약 140문까지 큰 폭의 차이가 있었고, 규모도 다양했다. 따라서 전열함은 크기에 따라 여러 종류로 분류할 수 있는 포 수를 사용하여 ‘120문 함’과 같이 부른다. 예를 들어, 역사적으로 가장 많이 사용된 전열함은 74문 함이었다. 그러나 문 수가 동일하더라도 시대와 운용 국가에 따라 디자인이 크게 달라졌다. 일반적인 경향으로 수많은 함정을 본국에서 떨어진 해역에서 운용하는 영국 해군 에서는 함의 크기를 줄였고, 수적으로 떨어지는 다른 대륙 국가는 대형함을 선호하는 경향이 있었다. 또한 네덜란드 해군은 얕은 바다가 주요 전장이 되었기 때문에, 흘수(가라앉는 깊이)가 작은, 바닥이 평평한 소형함을 사용하지 않을 수 없었다.
문 수 외의 다른 분류로는 포열 갑판의 수와 영국 해군의 등급 제도가 있다. 전열함은 보통 2층 또는 3층의 포열을 갖추고 있었지만, 2층 함과 3층 함의 성격은 크게 다르다. 대체로 80문 전후가 양자의 경계였다. 또한 등급 제도는 문수에 따라 전열함보다 작은 프리깃을 6등급으로 분류하는 제도였지만, 이후 4등급 함이 거의 사용되지 않게 되는 등 실제적인 분류는 정의하기가 애매하였다.
18세기 중반에 전열함의 하한은 60문이라고 생각하게 되었고, 이후 50문 함은 일반적으로 프리깃으로 분류되었지만, 그보다 전열함으로 취급될 수 있다. 또한 영국 해군은 1880년대 무렵까지 건조된 여명기의 전함도 전열함으로 분류하고 있었다. 또한 러시아 제국 해군 등 일부 국가에서는 노급 전함(드레드노트)의 등장 이후의 주력함도 전열함이라고 호칭했다. 본고에서는 이러한 함은 언급하지 않는다.

## 같이 보기
- 맨오브워